# Marion Norbert-Riberolle
Marion Norbert-Riberolle, née le 7 janvier 1999 à Troyes (Aube), est une coureuse cycliste d'origine française ayant acquis en 2021 la nationalité belge.
Spécialiste du cyclo-cross, elle devient championne de France et championne du monde espoirs de la discipline en 2020. En 2025, elle décroche le titre national en Belgique.

## Biographie
Marion Norbert-Riberolle commence par le BMX.    Cette année-là, elle commence sa collaboration avec l'entraîneur Charles-Henri Démaret. Elle se classe sixième des mondiaux, en 2013.  
Ce dernier la pousse à se diriger vers le cyclisme sur route, puis vers le cyclo-cross. Dès sa première saison elle termine 4e au championnat de France sur route de l’avenir. Leur collaboration stoppera en 2021 après 2 titres de championne de France, une médaille de bronze au championnat d Europe et un titre de championne du monde de cyclo-cross.
En 2018, elle s'exile en Belgique où le cyclo-cross est roi. Elle se classe huitième du championnat du monde de cyclo-cross espoirs. En 2019, elle rejoint l'équipe Experza Pro CX. Elle termine troisième du championnat de France de cyclo-cross et neuvième du championnat du monde de cyclo-cross espoirs.
Lors de la saison de cyclo-cross 2019-2020, elle est médaillée de bronze du championnat d'Europe de cyclo-cross espoirs. En 2020, elle devient championne de France de cyclo-cross chez les élites et les espoirs. Le 2 février, à Dübendorf, en Suisse, elle est sacrée championne du monde de cyclo-cross espoirs.
En 2021, elle est 3eme des championnats de France de cyclos cross,  elle obtient la nationalité belge et fait le choix de représenter ce pays en compétition internationale.
En 2022, elle est engagée par l'équipe Plantur-Pura pour les compétitions sur route et l'équipe Crelan-Fristads pour celles de cyclo-cross, rejoignant ainsi son idole, Sanne Cant. Dès cette année 2022 ainsi que l'année suivante, elle termine deuxième des championnats de Belgique de cyclo-cross derrière Cant.
Lors de la saison 2024-2025, elle gagne deux manches Exact Cross. Le 11 janvier 2025, elle devient championne de Belgique de cyclo-cross à Heusden-Zolder.

## Palmarès en cyclo-cross
- 2017-2018
  - 8e du championnat du monde de cyclo-cross espoirs
- 2018-2019
  - 3e du championnat de France de cyclo-cross
  - 9e du championnat d'Europe de cyclo-cross espoirs
  - 9e du championnat du monde de cyclo-cross espoirs
- 2019-2020
  -  Championne du monde de cyclo-cross espoirs
  -  Championne de France de cyclo-cross
  -  Championne de France de cyclo-cross espoirs
  -  Médaillée de bronze du championnat d'Europe de cyclo-cross espoirs
- 2020-2021
  - 2e du championnat de France de cyclo-cross espoirs
  - 3e du championnat de France de cyclo-cross
  - 10e du championnat du monde de cyclo-cross espoirs
- 2021-2022
  - 2e du championnat de Belgique de cyclo-cross
- 2022-2023
  - Cyclo-Cross Otegem, Otegem
  - 2e du championnat de Belgique de cyclo-cross
  -  Médaillée de bronze du championnat du monde de cyclo-cross en relais mixte
- 2023-2024
  - Exact Cross #2, Essen
  - Exact Cross #5, Zonnebeke
  - Cyclocross Otegem, Otegem
  - 3e du championnat de Belgique de cyclo-cross
  - 6e du championnat d'Europe de cyclo-cross
- 2024-2025
  -  Championne de Belgique de cyclo-cross
  - Exact Cross #2, Essen
  - Exact Cross #5, Loenhout

## Palmarès sur route

### Par années
- 2023
  - 3e du championnat de Belgique du contre-la-montre
- 2024
  -  Médaillée de bronze du championnat d'Europe du contre-la-montre par équipes en relais mixte
- 2025
  - 4e étape de Gracia Orlová
  - 1re étape du Tour de Feminin (contre-la-montre par équipes)

### Classements mondiaux
| Année                                 | 2021 | 2022  | 2023 | 2024 |
| ------------------------------------- | ---- | ----- | ---- | ---- |
| Classement UCI                        | 836e | 1310e | 506e | 302e |
|                                       |      |       |      |      |
| Légende : nc = non classéSource : UCI |      |       |      |      |